# Де Вит, Уилли
Уильям Теодор де Вит (англ. William Theodore de Wit; род. 13 июня 1961, Три-Хилс) — канадский боксёр, представитель тяжёлых весовых категорий. Выступал за сборную Канады по боксу в первой половине 1980-х годов, серебряный призёр летних Олимпийских игр в Лос-Анджелесе, чемпион Игр Содружества, трёхкратный чемпион канадского национального первенства, победитель и призёр многих турниров международного значения. В период 1984—1988 годов боксировал на профессиональном уровне. Также известен как адвокат по уголовным делам.

## Биография
Уилли де Вит родился 13 июня 1961 года в городке Три-Хилс провинции Альберта, Канада. Во время учёбы в старшей школе играл в американский футбол на позиции квотербека, получил стипендию Альбертского университета, однако разочаровался в этом виде спорта и в конечном счёте увлёкся боксом. Проходил подготовку в одном из клубов Гранд-Прери под руководством Харри Снатича.

### Любительская карьера
Первого серьёзного успеха на взрослом международном уровне добился в сезоне 1980 года, когда вошёл в состав канадской национальной сборной и одержал победу на Кубке мэра в Лос-Анджелесе.
В 1981 году впервые стал чемпионом Канады по боксу в тяжёлом весе, выступил на Кубке мира в Монреале, где на стадии четвертьфиналов был остановлен советским боксёром Александром Ягубкиным.
В 1982 году выиграл канадское национальное первенство в зачёте супертяжёлого веса. На Играх Содружества в Брисбене одолел всех оппонентов и завоевал золотую медаль, в то время как на чемпионате мира в Мюнхене попасть в число призёров не смог, проиграв в четвертьфинале немцу Петеру Хуссингу. Также добавил в послужной список победу на чемпионате Северной Америки в Лас-Вегасе.
Вернувшись в 1983 году обратно в тяжёлую весовую категорию, де Вит в третий раз подряд стал чемпионом Канады по боксу. В этом сезоне он получил награду бронзового достоинства на Кубке мира в Риме, одержал победу в матчевой встрече со сборной США, был лучшим на чемпионате Северной Америки в Хьюстоне. На международном турнире AIBA Challenge Matches в Рино вновь встретился с Александром Ягубкиным и снова уступил ему по очкам.
Благодаря череде удачных выступлений удостоился права защищать честь страны на летних Олимпийских играх 1984 года в Лос-Анджелесе — в категории до 91 кг благополучно прошёл первых троих соперников по турнирной сетке, в том числе на стадии полуфиналов взял верх над голландцем Арнольдом Вандерлиде, однако в решающем финальном поединке судейским решением со счётом 0:5 проиграл американцу Генри Тиллмену и таким образом получил серебряную олимпийскую медаль.

### Профессиональная карьера
Сразу по окончании Олимпиады де Вит покинул расположение канадской сборной и в декабре 1984 года успешно дебютировал на профессиональном уровне. В течение двух лет одержал 15 побед на рингах США и Канады, завоевал и защитил титул чемпиона Канады среди профессионалов в тяжёлой весовой категории.
Первое и единственное в профессиональной карьере поражение потерпел в феврале 1987 года, техническим нокаутом во втором раунде от американца Берта Купера.
В дальнейшем ещё дважды защитил титул чемпиона Канады и в марте 1988 года встретился со своим обидчиком на Олимпийских играх Генри Тиллменом — взял у него реванш, выиграв единогласным решением судей в десяти раундах, и на этом завершил спортивную карьеру. В общей сложности провёл в профессиональном боксе 22 боя, из них 20 выиграл (в том числе 14 досрочно), один бой проиграл, тогда как в одном случае была зафиксирована ничья.

### Дальнейшая жизнь
Через некоторое время после завершения спортивной карьеры Уилли де Вит открыл в Калифорнии компанию по производству бетонных покрытий, однако дело не пошло и вскоре он вернулся в Канаду. Его друг, являвшийся в то время судьёй, посоветовал ему получить образование и стать адвокатом. Таким образом, в 1994 году он всё-таки окончил Альбертский университет, получив учёную степень в области юриспруденции, и занялся адвокатской практикой. В 1996 году присоединился к адвокатскому агентству Evans Martin Wilson (ныне Wolch deWit Watts & Wilson), специализирующемуся на уголовном праве, где работал на протяжении многих последующих лет. В 2013 году получил статус королевского адвоката.